# ژیریان
ژیریان، به معنی برکه ها ، چشمه ها
روستایی از توابع بخش فیروزآباد شهرستان سلسله در استان لرستان ایران است.گویش غالب حرف زدن این روستا لری می‌باشد.
چنار
چنار  ۷۵۰ ساله ژیریان
محوطه پاچنار مربوط به دوره اشکانیان - سده‌های میانه دوران‌های تاریخی پس از اسلام است و در ۵۰ متری جنوب شرق روستای ژیریان واقع شده و این اثر در تاریخ ۳۰ بهمن ۱۳۸۶ با شمارهٔ ثبت ۲۱۱۳۲ به‌عنوان یکی از آثار ملی ایران به ثبت رسیده

## جمعیت
این روستا در دهستان فیروزآباد قرار دارد و براساس سرشماری مرکز آمار ایران در سال ۱۳۸۵، جمعیت آن ۵۵۷ نفر (۱۴۳ خانوار) بوده‌است.